# DB 4000
De DB 4000 is een spoorlijn van DB Netze van Mannheim naar Konstanz via Basel. Voor meer informatie zie de artikelen over de deeltrajecten:
- Mannheim - Basel
- Basel - Konstanz